# 黄明宗
黄明宗（こう みんしゅう、フアン・ミンゾン、1939年8月16日）は台湾の政治家。台湾独立運動の推進者として戒厳令時代に計25年政治犯として投獄された経歴を有す。通名は黄華。
黄明宗は国民中学卒業後家庭の事情で進学を断念した。1960年に国立台湾大学図書館に就職すると自由民主思想と出会う。同年、長兄の黄明潭とともに基隆市議員選挙に立候補、翌年には中国民主党結党運動に参加している。しかし戒厳令下の台湾では国民党政府より危険人物視され、甲級流氓の名義で2年半の管訓（強制教育）を受けることとなった。
管訓終了後、黄明宗は林水泉、顔尹謨などと共に台湾独立運動の組織化に奔走、1967年には反乱罪により懲役8年の有罪判決を請けた。出獄後は黄煌雄、張俊宏などとともに雑誌『台湾政論』雜誌を創刊し言論活動を行うが、1975年12月に『台湾政論』は政府より停刊処分となり、黄明宗は再び反乱罪で懲役10年の有罪となった。
再度出獄した黄明宗は鄭南榕などとともに新国家運動を展開、1988年10月に全島行軍，全島演講、デモ活動などの一連の活動を展開した。更に1990年1月3日、台湾独立のための行程表を発表、再び政府より懲治叛乱条例の予備反乱罪の容疑で収監されたが、この時は民衆の政府に対する反発を惹起した。民主進歩党は黄明宗を台湾総統候補として取扱い、遷台一度も改選されることの無かった国民大会で選出される中華民国総統を風刺している。1991年、懲治叛乱条例の廃止と刑法100条の修正にともない黄明宗は釈放、断続25年に及ぶ獄中生活が終焉を迎えた。
その後黄明宗は民進党組織発展部主任、台湾国会弁公室主任、新世紀国会弁公室総顧問などを歴任した。1998年には民進党の比例代表区候補として立法委員選挙に立候補したが落選している。2000年陳水扁が総統に当選後は国策顧問に就任、2005年に台湾団結連盟に入党し現在に至っている。